# Krásná Hora (Stožec)
Krásná Hora (německy Schönberg) je zaniklá osada v okrese Prachatice, 3 km jižně od osady České Žleby. Nachází se na osluněných pastvinách na západních svazích hory Kapraď (1026 m), v nadmořské výšce 910 m. V údolí pod Krásnou Horou prochází česko-bavorská hranice. Osada byla rozložená do délky a dělila se na tři části zvané Horní Krásná Hora, Dolní Krásná Hora a Spálenec.

## Historie
První zmínka o osadě pochází z roku 1710, většina osadníků se věnovala pěstování a zpracování lnu. V roce 1910 zde stálo 46 domů, v nichž žilo 387 obyvatel (z toho 2 české národnosti). Byla zde škola a dva hostince. Po zřízení hraničního pásma v 50. letech 20. století bylo zbylé obyvatelstvo vystěhováno a domy zbořeny – osada zanikla v roce 1956.

## Současnost
V současnosti v prostoru bývalé osady stojí pouze dvě chátrající budovy, které v minulosti užívala Pohraniční stráž. U jedné z nich se nachází pomníček s portrétem četnického strážmistra Jindřicha Vrabce, který tam byl 1. července 1928 zabit bleskem. Podél cesty z Nového Údolí do Českých Žlebů jsou opravené dva křížky a výklenková kaple z roku 1878.